# Dendroplex
Dendroplex is een geslacht van zangvogels uit de familie ovenvogels (Furnariidae).

## Soorten
Het geslacht kent de volgende soorten:
- Dendroplex kienerii – Zimmers muisspecht
- Dendroplex picus – Priemsnavelmuisspecht